# 童威
童威，小说《水浒传》中人物，和童猛是兄弟，浔阳江边人，善于驾船伏水，和“混江龙”李俊一起贩卖私盐为生。宋江被李立用药麻翻后，被李俊和两兄弟救下。上梁山后是水军头领之一，和阮小五一起驻守东北水塞。受招安后，参与了征辽和讨方腊。之后不愿继续为官，同李俊及費保等四人从太仓港乘船去了暹罗国。

## 影视形象
- 1940年电影《混江龙李俊》：金啸岚
- 1983年山东版《水浒》：贾文鹏
- 1998年央视版《水浒传》：朱晓春
- 2011年版《水浒传》：洪一平